# Ґрант Кекана
Ґрант Кекана (англ. Grant Kekana, нар. 31 жовтня 1992, Полокване) — південноафриканський футболіст, захисник клубу «Мамелоді Сандаунз».
Виступав, зокрема, за клуб «Суперспорт Юнайтед», а також національну збірну ПАР.
Чемпіон ПАР.

## Клубна кар'єра
Народився 31 жовтня 1992 року в місті Полокване. Вихованець футбольної школи клубу «Юніверсіті оф Преторія».
У дорослому футболі дебютував 2011 року виступами за команду «Суперспорт Юнайтед», у якій провів два сезони, взявши участь у 33 матчах чемпіонату. 
Протягом 2013—2015 років захищав кольори клубу «Юніверсіті оф Преторія».
Своєю грою за останню команду знову привернув увагу представників тренерського штабу клубу «Суперспорт Юнайтед», до складу якого повернувся 2015 року. Цього разу відіграв за команду з Преторії наступні шість сезонів своєї ігрової кар'єри.
До складу клубу «Мамелоді Сандаунз» приєднався 2021 року. Станом на 31 грудня 2023 року відіграв за команду з передмістя Преторії 53 матчі в національному чемпіонаті.

## Виступи за збірну
У 2022 році дебютував в офіційних матчах у складі національної збірної ПАР.
| Дата       | Місто    | Господарі   | Результат | Гості    | Турнір                                  | Голи | Примітки |
| ---------- | -------- | ----------- | --------- | -------- | --------------------------------------- | ---- | -------- |
| 9-6-2022   | Марракеш | Марокко     | 2 – 1     | ПАР      | Відбір до Кубка африканських націй 2023 | -    |          |
| 17-11-2022 | Мбомбела | ПАР         | 2 – 2     | Ліберія  | товариський матч                        | -    |          |
| 20-11-2022 | Мбомбела | ПАР         | 1 – 1     | Ангола   | товариський матч                        | -    | 45+4'    |
| 28-3-2023  | Монровія | Ліберія     | 1 – 2     | ПАР      | Відбір до Кубка африканських націй 2023 | -    | 46'      |
| 13-10-2023 | Совето   | ПАР         | 0 – 0     | Есватіні | товариський матч                        | -    | 63'      |
| 17-10-2023 | Абіджан  | Кот-д'Івуар | 1 – 1     | ПАР      | товариський матч                        | -    | 87'      |
| Усього     |          | Матчів      | 6         |          | Голів                                   | 0    |          |

## Титули і досягнення
- Чемпіон ПАР (1):

«Мамелоді Сандаунз»: 2021-2022